# Datsun 280ZX
Der Datsun 280ZX war ein Sportwagen, den Nissan von Herbst 1978 bis Ende 1983 produzierte. Er löste den Datsun 280Z ab. Das Modell war, wie alle Modelle 280 und 300, mit Glasdachhälften (Targa) erhältlich.
Anfang 1984 wurde der 280ZX durch den Datsun 300ZX abgelöst.

## Entwicklung
Der 280 ZX (S130) wurde in vier Jahren und mit einem finanziellen Aufwand von 30 Millionen DM entwickelt. Das Ergebnis war ein luxuriöser Tourenwagen, der seinen Z-Vorgängermodellen sehr ähnlich sah und ein Erfolg wurde. Verantwortlich für die neue Linie des ZX war Peter Harris, der Leiter des amerikanischen Entwicklungszentrums. Sein Motto war: kein ausgesprochener Sportwagen, sondern Leistung mit Luxus, sowie sportliches Aussehen und Handling. Untersuchungen ergaben, dass die Form des S130 eines der stärksten Kaufargumente war. Somit war die Vorgabe, an diesem Konzept nichts zu ändern. Besonderer Wert wurde bei der Entwicklung auf die Aerodynamik gelegt und der Luftwiderstandsbeiwert gegenüber dem Vorgänger von 0,467 auf 0,385 gesenkt. Auch die Rundumsicht wurde durch 24 % (2+2 16 %) mehr Fensterfläche verbessert. Der Innenraum wurde größer und luxuriöser. Dadurch, dass das Reserverad (Notrad) nicht mehr in einer Kofferraumwanne lag, sondern hinten rechts hinter der Seitenverkleidung stand, wurde der Gepäckraum um ein Drittel vergrößert. Dazu trug auch die neue platz- und gewichtssparende Schräglenker-Hinterachse aus dem Bluebird mit weniger herausstehenden Federbeindomen bei.

## 280ZX / 280 ZXT

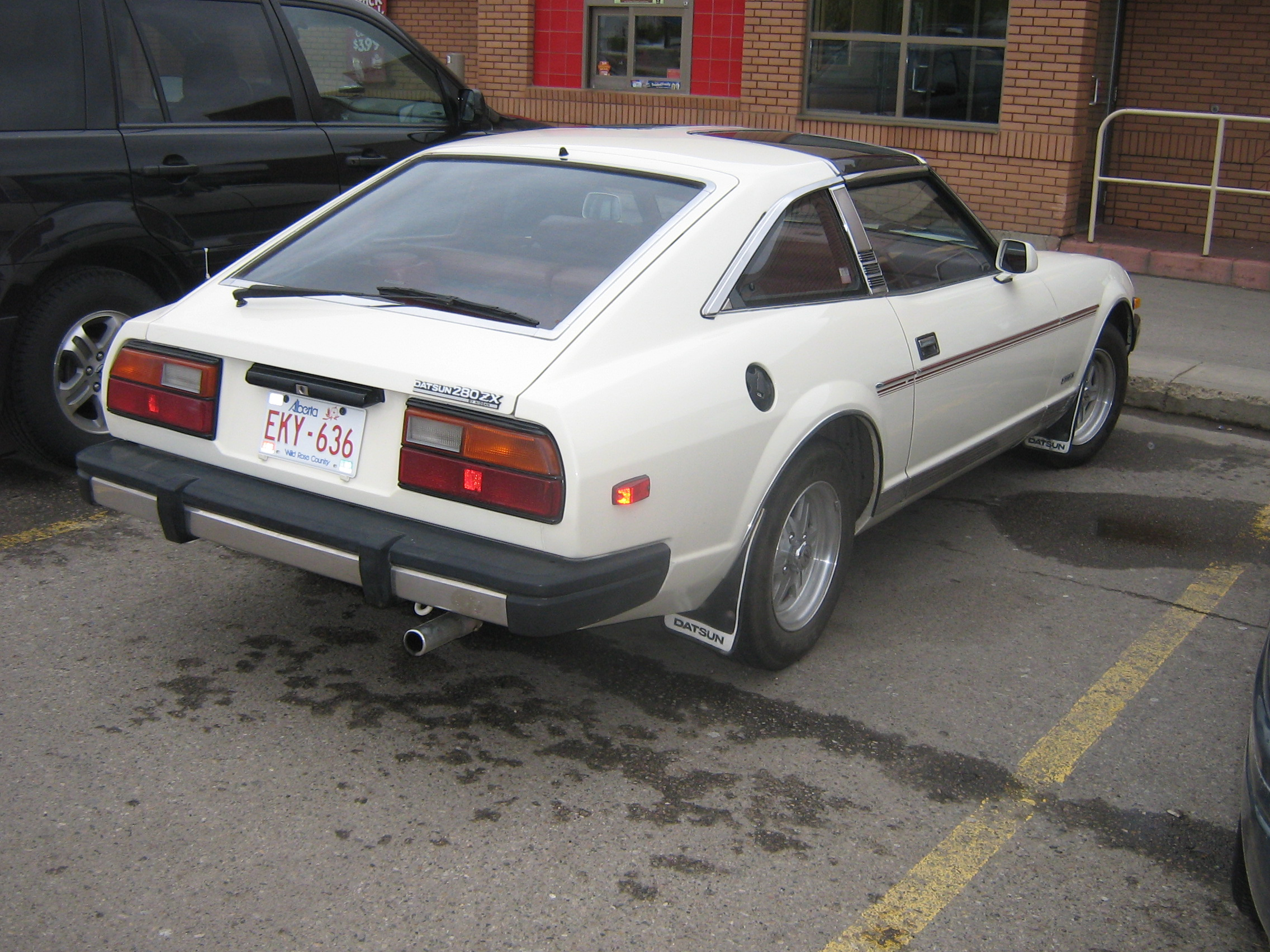
Heckansicht

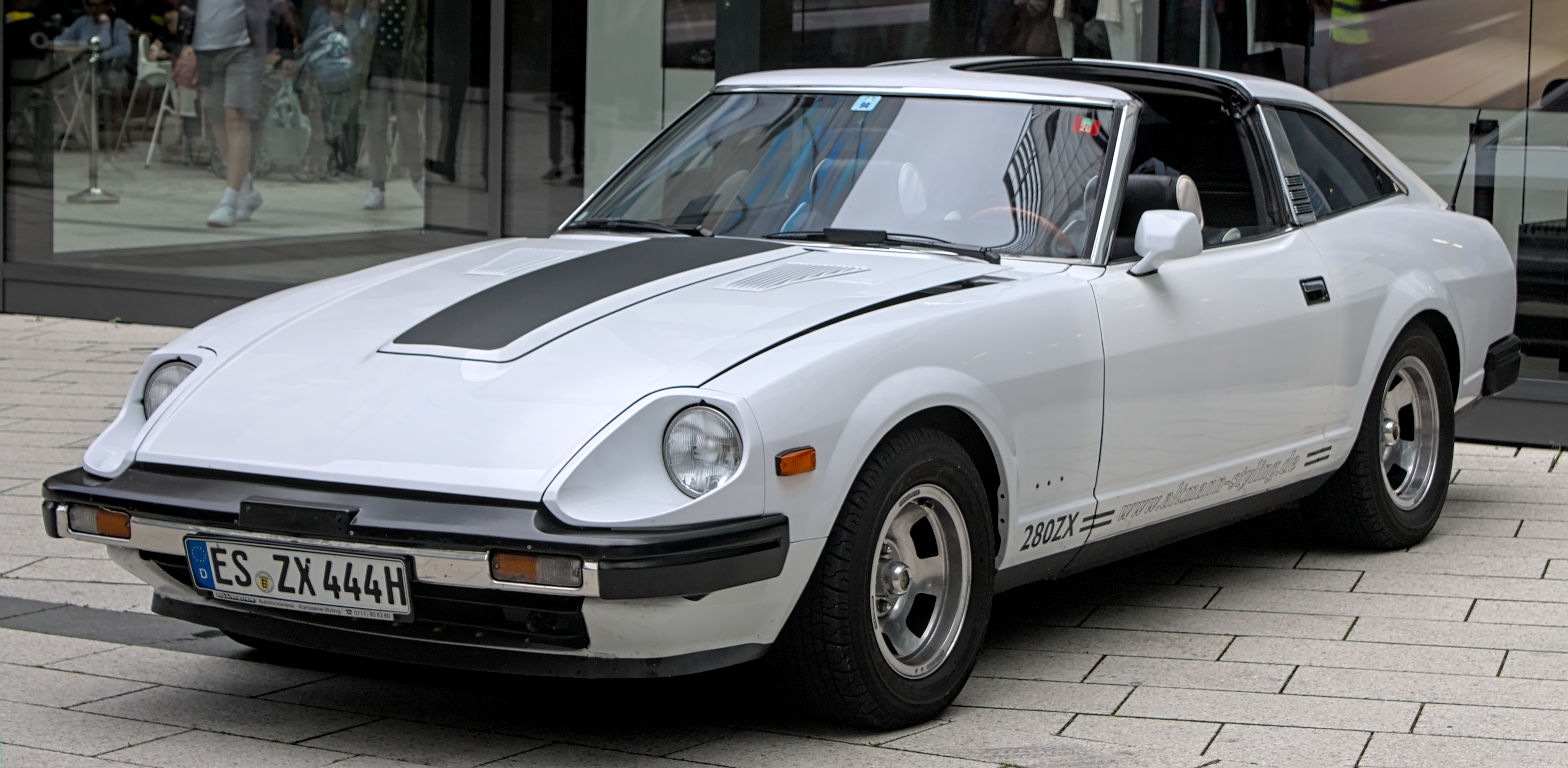
Datsun 280ZX Targa

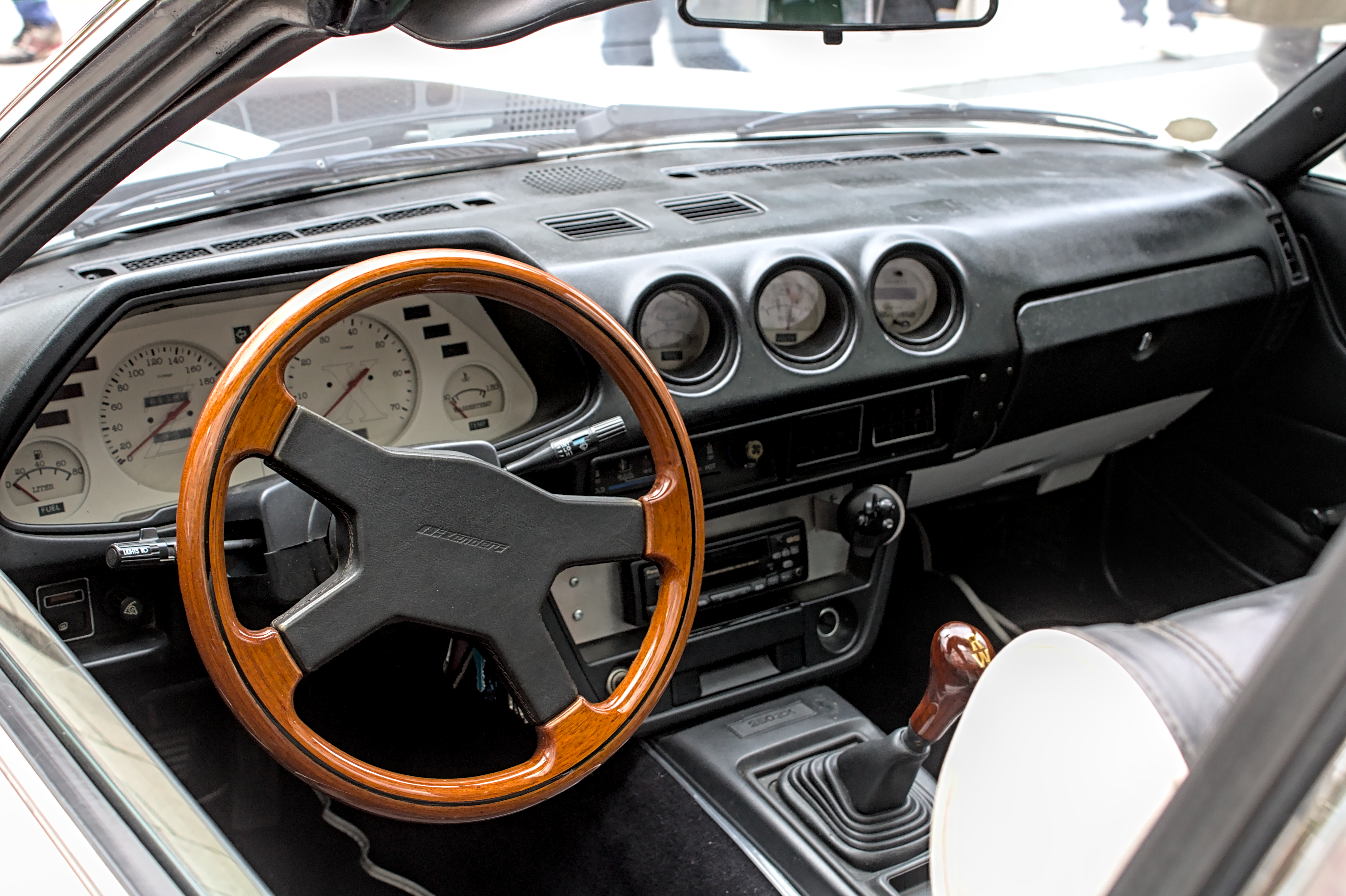
Innenansicht

Der 280ZX wurde die meistgekaufte Generation der Z-Modelle (Z-Cars). Beim vollständigen Modellwechsel im Herbst 1978 kam zur Modellbezeichnung Z das X hinzu. Damit wurde der sportliche Z mehr zum LuXuscoupe 280ZX. Bei diesem Modell wurde außerdem das zweiteilige Targa-Dach (auch T-Top genannt) eingeführt und bei allen weiteren Generationen beibehalten.
Der Wagen hatte einen 2,8-Liter-Reihensechszylinder und wurde auf dem amerikanischen Markt mit 135 PS (SAE netto, entspricht etwa 137 DIN-PS oder 101 kW) eingeführt. In der US-Version waren es 14 PS weniger als beim direkten Vorgänger, dem 280Z, was durch den Einsatz einer Abgasrückführung bei ansonsten gleichem Motor zurückzuführen ist. Das Modell für Kalifornien hatte einen geregelten Dreiwege-Katalysator und 132 PS. Europa bekam eine Version mit 140 DIN-PS bei 5200/min und einem maximalen Drehmoment von 203 Nm. Der Rest der Welt bekam 170 SAE-Brutto-PS. Der Motor blieb im Vergleich zum 280Z fast unverändert. Nur die L-Jetronic wurde verfeinert, ein leichterer und stabilerer Auspuffkrümmer mit satterem Klang installiert und der Kühlerventilator leiser gemacht.
In der knapp fünfjährigen Bauzeit des 280ZX blieben umfangreichere Modifikationen aus, technische Änderungen flossen direkt in die laufende Serie ein. 1980 erschien in den USA das Sondermodell Tenth Anniversary ZX, ein ZX in der GL-Ausstattung mit Ledersitzen, Stereoanlage und Klimaautomatik. Das Sondermodell wurde in den Farben Weinrot und Gold mit schwarzer Haube und goldenen Leichtmetallfelgen ausgeliefert. Die Chromteile waren schwarz eloxiert. Der Preis betrug 13.850 US$. Die Ledersitze und die Klimaautomatik waren auch als Sonderausstattung für die anderen Modelle lieferbar. Im Februar wurde in Europa die Motorleistung auf 147 PS angehoben.
Weitere Verbesserungen standen im Frühjahr 1982 an. Die Motorleistung stieg auf 150 PS bei 5200/min und das Drehmoment auf 221 Nm bei 4200/min. Das Verdichtungsverhältnis wurde auf 9,4 : 1 erhöht, wodurch der ZX nach Superbenzin verlangte. Auch beim Gewicht wurde abgespeckt. So wurde von Kugelumlauf- auf Zahnstangen-Servolenkung umgestellt (-10 kg), neue Bremsen an der Hinterachse und neue Aluminiumräder montiert (jeweils -4 kg). Äußerlich waren die neuen Modelle an dem Lufteinlass in der Motorhaube und den mehrteiligen, in Wagenfarbe lackierten Stoßstangen zu erkennen. Im Innenraum gab es zweifarbige Polster und Verkleidungen, Velourssitze, rote Warnlampen in den Türen sowie eine Quarzuhr mit Stoppfunktion.
Diese europäische 150-PS-Version wurde von Nissan mit einer Höchstgeschwindigkeit von 207 km/h angegeben und in Deutschland zu einem Preis von 28.500 DM (1981–1983 30.000 DM und als Targa 32.000 DM) verkauft und war somit das teuerste, aber auch schnellste japanische Auto auf dem deutschen Markt. Ein Porsche 924 kostete damals 28.030 DM.
1979 wurden weltweit 105.045 Sportcoupés vom Typ 280ZX verkauft; ein Rekordergebnis in der Z-Geschichte.
In den USA wurden von 1970 bis 1984 rund 830.000 ZXT-Coupés verkauft.

## 280ZX Turbo / 280ZXT Turbo

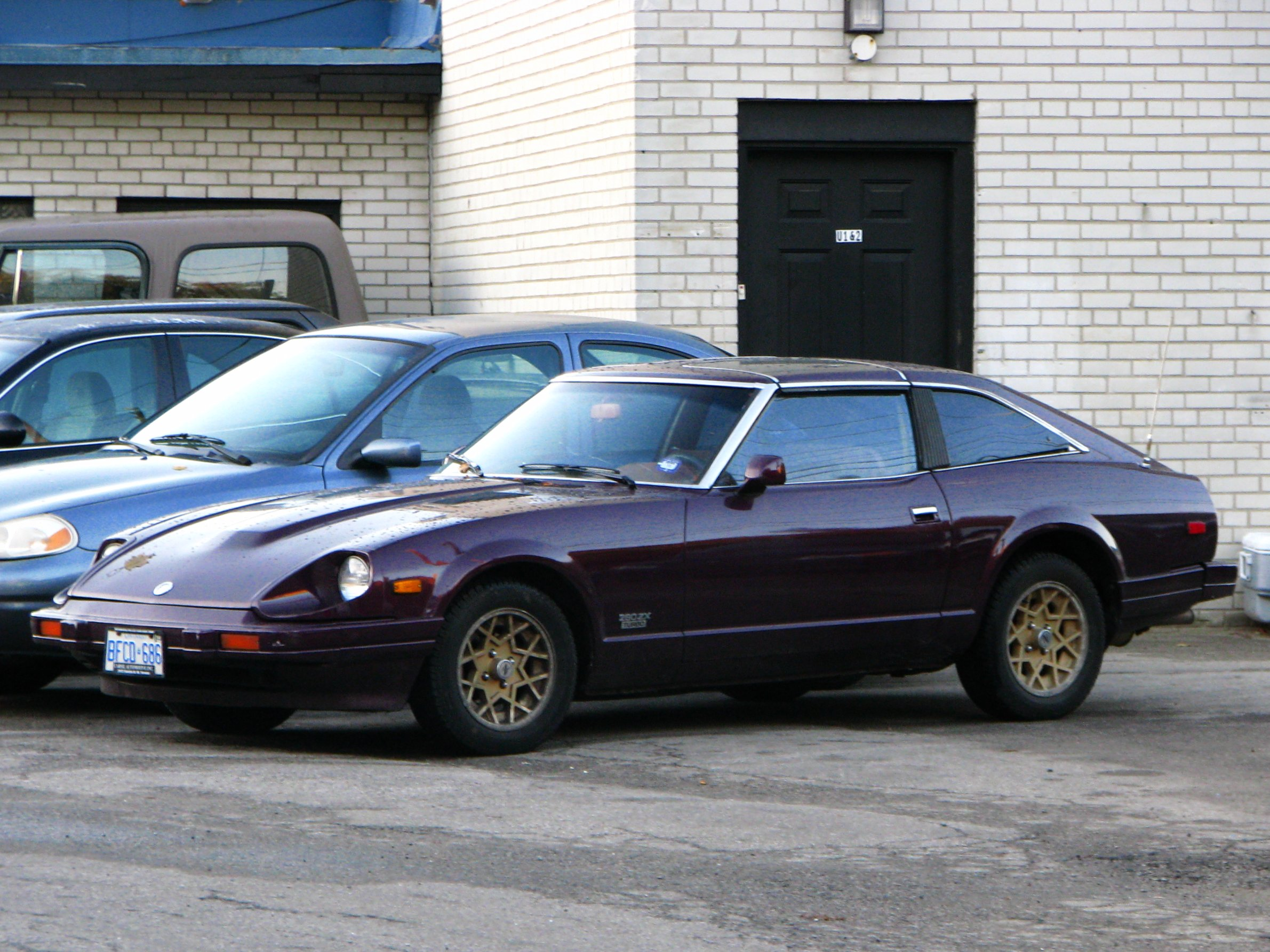
Datsun 280ZX Turbo

Im März 1981 wurde der 280ZX Turbo als 280ZXT Turbo in den USA eingeführt und im Juni 1983 auch in Deutschland. Der 280ZX Turbo war das Spitzenmodell der S130-Baureihe. Die Hauptunterscheidungsmerkmale zu dem schwächeren Modell waren der Front- und Heckspoiler, ein Doppelrohrauspuff, schwarz eloxierte Fensterrahmen mit Windabweisern an der A-Säule, ein Turboschriftzug auf den Türen sowie Niederquerschnittsreifen der Dimension 215/60VR auf 6JJ x 15 Leichtmetallrädern. Der Innenraum blieb weitgehend unangetastet. Hier wurde nur die Voltmeteranzeige gegen eine Ladedruckanzeige ausgetauscht, und zwischen Tachometer und Drehzahlmesser wurde ein Computer-Kontrollsystem installiert, das die Funktion von Motorkühlung, Scheibenwaschanlage, Brems-, Schluss- und Hauptleuchten abfragte.
Die tiefsten Eingriffe erfuhr der L28E-Motor. Die Änderungen umfassten unter anderem überarbeitete Kolbenböden und Kolbenringe, einen Motorblock mit besserer Kühlung und Klopfsensor (F54), einen temperaturbeständigeren Auspuffkrümmer, einen Doppelrohr-Endschalldämpfer mit 50 % mehr Durchsatz, größere Ventile und eine Einspritzanlage mit 1,4-fachem Leistungsvermögen. Der TB03-Turbolader mit Wastegate befand sich auf der linken Seite des Motors und baute einen maximalen Ladedruck von 0,53 Bar auf. All dies, in Verbindung mit einem ECCS (Electric Concentrated Control System), der ersten mikroprozessorgesteuerten Motorelektronik von Nissan, bescherte dem 280 ZXT eine Mehrleistung von 37 kW (50 PS); daraus ergab sich eine Gesamtleistung von 147 kW (200 DIN-PS) bei einer Drehzahl von 5600/min; das maximale Drehmoment betrug 290 Nm bei 4400/min.
Den neuen Fahrleistungen wurden auch das Fahrwerk und das Differential angepasst. Es wurden Stabilisatoren mit einem 23-mm-Querschnitt und steifere Gummilager verwendet. Das Differentialgetriebe erhielt einen eigenen Ölkreislauf mit Kühler, der von einer Pumpe angetrieben wurde, die sich selbständig bei 130 °C zuschaltete. Der 1981 in den USA vorgestellte Turbo wurde ausschließlich mit einer Dreigangautomatik ausgeliefert. Ein Jahr später kam das T5-BorgWarner-Fünfganggetriebe auf den Markt. Zusätzlich wurden die Reifen von 205/60 R16 auf einteiligen BBS-Rädern auf 215/60 R15-Reifen auf zweiteiligen Leichtmetallrädern umgestellt. Die Scheinwerfer erhielten eine Waschanlage, die Türen elektrische Fensterheber und einen Turbo-Schriftzug. Beim 1983 in Deutschland vorgestellten Turbo waren all diese Änderungen bereits inbegriffen.
Vom 280ZXT Turbo (T steht für Targa) gab es zwei Versionen. Von der L28ET-Ausführung mit 147 kW (200 PS) wurden zwischen März 1981 und Juni 1983 nur 34447 Einheiten gefertigt. In der noch selteneren L28ET-Ausführung mit 147 kW (200 PS) als 2+2-Sitzer entstanden von August 1981 bis Juni 1983 nur 7811 Fahrzeuge. Der 280ZXT Turbo wurde in Deutschland von Juni bis Dezember 1983 verkauft. Er fand 585 Kunden und ist damit eine Rarität. Mit seinen 147 kW und den 290 Nm erreichte er eine Höchstgeschwindigkeit von 230 km/h. Er war mit einem Neupreis von 39.990 DM (1983) der teuerste und schnellste japanische Wagen auf dem deutschen Markt. Die Versionen ohne Turbo kosteten rund 30.000 DM und mit Targadach rund 33.000 DM.

## Auszeichnungen
Im Jahr 1979 nannte das bekannte US-amerikanische Automagazin Motor Trend den Datsun 280ZX das „Auto des Jahres“.
1983 siegten die Fahrer Bob Leitzinger und Logan Blackburn in der GTU-Klasse mit dem Datsun 280ZX Turbo.